# Al Masino
Alfred Albert "Al" Masino (nacido el 5 de febrero de 1928 y fallecido el 16 de agosto de 2006) fue un jugador de baloncesto estadounidense que disputó dos temporadas en la NBA y otras dos en la ABL. Con 1,81 metros de estatura, jugaba en la posición de base.

## Trayectoria deportiva

### Universidad
Jugó durante cuatro temporadas con los Golden Griffins del Canisius College.

### Profesional
Tras no ser elegido en el Draft de la NBA de 1950 jugó dos temporadas en la ABL, ganando el título de campeón en 1951 con los Utica Pros, promediando 5,4 puntos por partido. En 1952 fichó por los Milwaukee Hawks, donde jugó una temporada en la que promedió 5,5 puntos y 2,5 rebotes por partido.
Al año siguiente ficha por los Rochester Royals, pero mediada la temporada es cortado, fichando entonces por Syracuse Nationals, con los que disputa las Finales de la NBA de 1954, en las que cayeron ante Minneapolis Lakers. Masino promedió 3,7 puntos y 1,0 rebotes por partido.

## Estadísticas de su carrera en la NBA

### Temporada regular
| Temporada | Edad | Equipo             | Liga | P  | TIT | MIN  | TC  | TCA | %TC  | 3P | 3PA | %3P | TL  | TLA | %TL  | R.OF. | R.DEF. | REB | ASIS | ROB | TAP | PER | FP  | PTS |
| 1952-53   | 24   | Milwaukee Hawks    | NBA  | 72 |     | 24.6 | 1.9 | 5.6 | .335 |    |     |     | 1.8 | 2.8 | .627 |       |        | 2.5 | 2.2  |     |     |     | 3.5 | 5.5 |
| 1953-54   | 25   | TOTAL              | NBA  | 27 |     | 6.7  | 1.0 | 2.3 | .419 |    |     |     | 1.1 | 1.8 | .612 |       |        | 1.0 | 0.8  |     |     |     | 1.6 | 3.0 |
| 1953-54   | 25   | Rochester Royals   | NBA  | 11 |     | 7.3  | 0.7 | 1.5 | .500 |    |     |     | 0.6 | 1.1 | .583 |       |        | 1.1 | 0.6  |     |     |     | 1.8 | 2.1 |
| 1953-54   | 25   | Syracuse Nationals | NBA  | 16 |     | 6.3  | 1.1 | 2.9 | .391 |    |     |     | 1.4 | 2.3 | .622 |       |        | 1.0 | 0.9  |     |     |     | 1.5 | 3.7 |
| Total     |      |                    | NBA  | 99 |     | 19.7 | 1.6 | 4.7 | .346 |    |     |     | 1.6 | 2.6 | .625 |       |        | 2.1 | 1.8  |     |     |     | 3.0 | 4.8 |

### Playoffs
| Temporada | Edad | Equipo             | Liga | P  | MIN | TCA | TC | 3PA | 3P | TLA | TL | R.OF. | REB | ASIS | ROB | TAP | PER | FP | PTS | %TC  | %3P | %FT  | MIN | PTS | REB | AST |
| 1953-54   | 25   | Syracuse Nationals | NBA  | 13 | 96  | 7   | 20 |     |    | 7   | 15 |       | 6   | 7    |     |     |     | 23 | 21  | .350 |     | .467 | 7.4 | 1.6 | 0.5 | 0.5 |
| Total     |      |                    | NBA  | 13 | 96  | 7   | 20 |     |    | 7   | 15 |       | 6   | 7    |     |     |     | 23 | 21  | .350 |     | .467 | 7.4 | 1.6 | 0.5 | 0.5 |